# مارتین پالمبو
مارتین پالمبو (انگلیسی: Martin Palumbo؛ زادهٔ ۵ مارس ۲۰۰۲) بازیکن فوتبال اهل نروژ است که برای باشگاه یوونتوس بازی می‌کند.
وی همچنین در تیم‌های ملی فوتبال زیر ۱۸ سال ایتالیا و زیر ۲۱ سال نروژ بازی کرده‌است.